# Taradell
Taradell – gmina w Hiszpanii, w prowincji Barcelona, w Katalonii, o powierzchni 27,35 km². W 2011 roku gmina liczyła 6212 mieszkańców.